# Cláudia Carceroni
Cláudia Carvalho Carceroni, atualmente Cláudia Carvalho Carceroni Saintagne (Belo Horizonte, 8 de novembro de 1962) é uma ciclista olímpica brasileira, hoje aposentada.
Praticante de triatlo, Cláudia percebeu que teria melhores resultados se competisse apenas no ciclismo. Em 1988 foi convidada para treinar com a francesa Jeannie Longo, ciclista de destaque internacional.
Carceroni representou o Brasil nos Jogos Olímpicos de Verão de 1992 e 2000.
Depois de casar naturalizou-se francesa, e hoje reside em Sarajevo, na Bósnia e Herzegovina, onde continua pedalando. Desde então, ganhou seis vezes o título de campeã do mundo em diferentes categorias.